# Vitis hui
Vitis hui är en vinväxtart som beskrevs av Cheng. Vitis hui ingår i släktet vinsläktet, och familjen vinväxter. Inga underarter finns listade i Catalogue of Life.